# Torontáli István
Torontáli István (Afula, 1948. október 12. – Budapest, 2010. május 17.) magyar zenész, a 100 Folk Celsius együttes egykori tagja.

## Élete
12 éves korában fuvolán kezdett játszani. 14 évesen - 1962-ben alapította meg első saját zenekarát, a Nautilust, iskolai osztálytársaival, mely négy évvel később már a ma jól ismert Neoton néven folytatta útját. Katonaévei alatt a seregben is zenélt. 1972-ben újabb zenekar, a Theatrum létrehozásában vett részt. 1975-76 között a jazz-konzervatóriumot végezte, közben két együttesben is zenélt. Ezután külföldön folytatta karrierjét, majd 1991-ben a RollStars együttessel tért vissza hazánkba. 1996-ban saját tv-sorozata volt, emellett szervezője és fellépője is volt az az évi Queen-emlékkoncertnek. 1996-tól haláláig a 100 Folk Celsius együttes tagja volt (basszusgitár, ének). 1999-ben a 100 Folk akkori csapatának három tagja (Kocsándi Miklós, Torontáli István, és Légrády Péter) megalapította a KTL Triót.
2010. május 17-én, életének 62. évében hunyt el súlyos betegségben.

## Diszkográfia

### Szólókislemezek
| Év   | Cím                       | Kiadó  | Katalógusszám | Formátum | Megjegyzés         |
| ---- | ------------------------- | ------ | ------------- | -------- | ------------------ |
| 1977 | Már csak emlékemben él    | Pepita | SPS 70278     | SP       | Metronóm ’77       |
| 1978 | Én meg nem tudnám mondani | Pepita | SPS 70304     | SP       | Tessék választani! |

### Gyűjteményeken
- Pihe-Puha Szív / Achey , Breaky Heart (Supra Slágerek Magyarul, Zebra, 1992)[1]
- Ne Menj El / Please Don't Go (Supra Slágerek Magyarul)
- Drága Alice (Top Hits '70, Zebra, 1993)[2]
- Köss egy sárga szalagot a tölgyfára (Top Hits '70)

### Kiadatlan rádiófelvételek
1976: Lépjünk le
1977: Hol vagy, szerelem?
Milyen jó így